# Veslování na Letních olympijských hrách 2012 – mužský skif
Soutěž mužského skifu na Letních olympijských hrách 2012 v Londýně se konala od 28. července do 3. srpna v lokalitě Dorney Lake (Eton Dorney).

## Kalendář
Pozn. Všechny časy jsou v britském letním čase (UTC+1).
| Datum                    | Čas   | Kolo           |
| ------------------------ | ----- | -------------- |
| Sobota 28. července 2012 | 12:30 | Rozjížďky      |
| Neděle 29. července 2012 | 09:50 | Opravy         |
| Úterý 31. července 2012  | 09:30 | Semifinále E/F |
| Úterý 31. července 2012  | 10:40 | Čtvrtfinále    |
| Středa 1. srpna 2012     | 09:30 | Semifinále C/D |
| Středa 1. srpna 2012     | 11:20 | Semifinále     |
| Pátek 3. srpna 2012      | 09:30 | Finále F       |
| Pátek 3. srpna 2012      | 09:40 | Finále E       |
| Pátek 3. srpna 2012      | 09:50 | Finále D       |
| Pátek 3. srpna 2012      | 10:00 | Finále C       |
| Pátek 3. srpna 2012      | 10:40 | Finále B       |
| Pátek 3. srpna 2012      | 12:30 | Finále         |

## Výsledky
Q = postup do další fáze, R = účast v opravách

### Rozjížďky
První tři z každé rozjíždky postoupili do čtvrtfinále, ostatní se zúčastnili oprav.

#### Rozjížďka 1
| Poř. | Veslař                | Země   | Čas     | Pozn. |
| ---- | --------------------- | ------ | ------- | ----- |
| 1    | Tim Maeyens           | Belgie | 6:42.52 | Q     |
| 2    | Ángel Fournier        | Kuba   | 6:46.35 | Q     |
| 3    | Patrick Loliger Salas | Mexiko | 6:51.78 | Q     |
| 4    | Sawarn Singh          | Indie  | 6:54.04 | R     |
| 5    | Óscar Vásquez         | Chile  | 7:06.33 | R     |
| 6    | Mohsen Shadi          | Írán   | 7:27.42 | R     |

#### Rozjížďka 2
| Poř. | Veslař              | Země      | Čas     | Pozn. |
| ---- | ------------------- | --------- | ------- | ----- |
| 1    | Marcel Hacker       | Německo   | 6:43.80 | Q     |
| 2    | Santiago Fernández  | Argentina | 6:46.03 | Q     |
| 3    | Henrik Stephansen   | Dánsko    | 6:46.32 | Q     |
| 4    | Mindaugas Griskonis | Litva     | 6:46.56 | R     |
| 5    | Víctor Aspillaga    | Peru      | 7:13.79 | R     |
| 6    | So Sau Wah          | Hongkong  | 7:15.91 | R     |

#### Rozjížďka 3
| Poř. | Veslař                 | Země        | Čas     | Pozn. |
| ---- | ---------------------- | ----------- | ------- | ----- |
| 1    | Lassi Karonen          | Švédsko     | 6:45.42 | Q     |
| 2    | Aleksandar Aleksandrov | Ázerbájdžán | 6:49.81 | Q     |
| 3    | Mathias Raymond        | Monako      | 6:58.60 | Q     |
| 4    | Anderson Nocetti       | Brazílie    | 7:03.78 | R     |
| 5    | James Fraser Mackenzie | Zimbabwe    | 7:16.83 | R     |
| 6    | Paul Etia Ndoumbe      | Kamerun     | 7:29.77 | R     |

#### Rozjížďka 4
| Poř. | Veslař                | Země        | Čas     | Pozn. |
| ---- | --------------------- | ----------- | ------- | ----- |
| 1    | Mahe Drysdale         | Nový Zéland | 6:49.69 | Q     |
| 2    | Olaf Tufte            | Norsko      | 7:00.90 | Q     |
| 3    | Nour El-Din Hassanein | Egypt       | 7:06.17 | Q     |
| 4    | Roberto López         | Salvador    | 7:23.75 | R     |
| 5    | Hamadou Djibo Issaka  | Niger       | 8:25.56 | R     |

#### Rozjížďka 5
| Poř. | Veslař             | Země           | Čas     | Pozn. |
| ---- | ------------------ | -------------- | ------- | ----- |
| 1    | Alan Campbell      | Velká Británie | 6:47.62 | Q     |
| 2    | Čang Liang         | Čína           | 6:50.71 | Q     |
| 3    | Michał Słoma       | Polsko         | 6:54.58 | Q     |
| 4    | Kim Dong-Yong      | Jižní Korea    | 7:05.24 | R     |
| 5    | Vladislav Jakovlev | Kazachstán     | 7:16.34 | R     |

#### Rozjížďka 6
| Poř. | Veslař            | Země                   | Čas     | Pozn. |
| ---- | ----------------- | ---------------------- | ------- | ----- |
| 1    | Ondřej Synek      | Česko                  | 6:53.23 | Q     |
| 2    | Mario Vekic       | Chorvatsko             | 7:02.63 | Q     |
| 3    | Kenneth Jurkowski | Spojené státy americké | 7:08.49 | Q     |
| 4    | Wang Ming-Hui     | Tchaj-wan              | 7:15.77 | R     |
| 5    | Aymen Mejri       | Tunisko                | 7:21.64 | R     |

### Opravy
První dva z každé opravy postoupili do čtvrtfinále, zbylí se zúčastnili semifinále E/F.

#### Opravy 1
| Poř. | Veslař            | Země        | Čas     | Pozn. |
| ---- | ----------------- | ----------- | ------- | ----- |
| 1    | Sawarn Singh      | Indie       | 7:00.49 | Q     |
| 2    | Kim Dong-Yong     | Jižní Korea | 7:03.91 | Q     |
| 3    | Víctor Aspillaga  | Peru        | 7:10.54 |       |
| 4    | Aymen Mejri       | Tunisko     | 7:11.94 |       |
| 5    | Paul Etia Ndoumbe | Kamerun     | 7:24.15 |       |

#### Opravy 2
| Poř. | Veslař                 | Země      | Čas     | Pozn. |
| ---- | ---------------------- | --------- | ------- | ----- |
| 1    | Mindaugas Griskonis    | Litva     | 7:00.19 | Q     |
| 2    | Mohsen Shadi           | Írán      | 7:11.55 | Q     |
| 3    | Wang Ming-Hui          | Tchaj-wan | 7:16.84 |       |
| 4    | James Fraser Mackenzie | Zimbabwe  | 7:19.85 |       |
| 5    | Hamadou Djibo Issaka   | Niger     | 8:39.66 |       |

#### Opravy 3
| Poř. | Veslař             | Země       | Čas     | Pozn. |
| ---- | ------------------ | ---------- | ------- | ----- |
| 1    | Anderson Nocetti   | Brazílie   | 7:07:17 | Q     |
| 2    | Óscar Vásquez      | Chile      | 7:09:12 | Q     |
| 3    | So Sau Wah         | Hongkong   | 7:13:75 |       |
| 4    | Vladislav Jakovlev | Kazachstán | 7:22:00 |       |
| 5    | Roberto López      | Salvador   | 7:27:75 |       |

### Čtvrtfinále
První tři z každého čtvrtfinále postoupili do semifinále, ostatní se zúčastnili semifinále C/D.

#### Čtvrtfinále 1
| Poř. | Veslař              | Země        | Čas     | Pozn. |
| ---- | ------------------- | ----------- | ------- | ----- |
| 1    | Mahe Drysdale       | Nový Zéland | 6:54.86 | Q     |
| 2    | Tim Maeyens         | Belgie      | 6:56.65 | Q     |
| 3    | Mindaugas Griskonis | Litva       | 7:00.80 | Q     |
| 4    | Mario Vekic         | Chorvatsko  | 7:05.78 |       |
| 5    | Michał Słoma        | Polsko      | 7:21.55 |       |
| 6    | Óscar Vásquez       | Chile       | 7:24.07 |       |

#### Čtvrtfinále 2
| Poř. | Veslař                 | Země           | Čas     | Pozn. |
| ---- | ---------------------- | -------------- | ------- | ----- |
| 1    | Alan Campbell          | Velká Británie | 6:52.10 | Q     |
| 2    | Marcel Hacker          | Německo        | 6:54.18 | Q     |
| 3    | Aleksandar Aleksandrov | Ázerbájdžán    | 6:56.36 | Q     |
| 4    | Patrick Loliger Salas  | Mexiko         | 7:00.20 |       |
| 5    | Kim Dong-Yong          | Jižní Korea    | 7:16.22 |       |
| 6    | Anderson Nocetti       | Brazílie       | 7:17.37 |       |

#### Čtvrtfinále 3
| Poř. | Veslař                | Země                   | Čas     | Pozn. |
| ---- | --------------------- | ---------------------- | ------- | ----- |
| 1    | Lassi Karonen         | Švédsko                | 6:57.06 | Q     |
| 2    | Santiago Fernández    | Argentina              | 7:01.57 | Q     |
| 3    | Čang Liang            | Čína                   | 7:02.03 | Q     |
| 4    | Sawarn Singh          | Indie                  | 7:11.59 |       |
| 5    | Kenneth Jurkowski     | Spojené státy americké | 7:18.27 |       |
| 6    | Nour El-Din Hassanein | Egypt                  | 7:23.12 |       |

#### Čtvrtfinále 4
| Poř. | Veslař            | Země   | Čas     | Pozn. |
| ---- | ----------------- | ------ | ------- | ----- |
| 1    | Ondřej Synek      | Česko  | 6:53.32 | Q     |
| 2    | Ángel Fournier    | Kuba   | 6:54.12 | Q     |
| 3    | Olaf Tufte        | Norsko | 6:55.36 | Q     |
| 4    | Henrik Stephansen | Dánsko | 6:55.95 |       |
| 5    | Mathias Raymond   | Monako | 7:20.16 |       |
| 6    | Mohsen Shadi      | Írán   | 7:32.72 |       |

### Semifinále

#### Semifinále E/F (25. až 33. místo)
První tři z každého semifinále postoupili do finále E, ostatní do finále F.

##### Semifinále 1
| Poř. | Veslař               | Země     | Čas     | Pozn. |
| ---- | -------------------- | -------- | ------- | ----- |
| 1    | So Sau Wah           | Hongkong | 7:44.20 | Q     |
| 2    | Víctor Aspillaga     | Peru     | 7:53.76 | Q     |
| 3    | Roberto López        | Salvador | 7:57.89 | Q     |
| 4    | Hamadou Djibo Issaka | Niger    | 9:07.99 |       |

##### Semifinále 2
| Poř. | Veslař                 | Země       | Čas     | Pozn. |
| ---- | ---------------------- | ---------- | ------- | ----- |
| 1    | Wang Ming-Hui          | Tchaj-wan  | 7:33.18 | Q     |
| 2    | Vladislav Yakovlev     | Kazachstán | 7:33.29 | Q     |
| 3    | James Fraser Mackenzie | Zimbabwe   | 7:33.81 | Q     |
| 4    | Paul Etia Ndoumbe      | Kamerun    | 7:35.48 |       |
| 5    | Aymen Mejri            | Tunisko    | 7:58.48 |       |

#### Semifinále C/D (13. až 24. místo)
První tři z každého semifinále postoupili do finále C, ostatní do finále D.

##### Semifinále 1
| Poř. | Veslař          | Země        | Čas     | Pozn. |
| ---- | --------------- | ----------- | ------- | ----- |
| 1    | Mario Vekic     | Chorvatsko  | 7:33.51 | Q     |
| 2    | Sawarn Singh    | Indie       | 7:36.25 | Q     |
| 3    | Mathias Raymond | Monako      | 7:38.17 | Q     |
| 4    | Kim Dong-Yong   | Jižní Korea | 7:48.09 |       |
| 5    | Óscar Vásquez   | Chile       | 7:57.36 |       |
| 6    | Mohsen Shadi    | Írán        | 8:20.29 |       |

##### Semifinále 2
| Poř. | Veslař                | Země                   | Čas     | Pozn. |
| ---- | --------------------- | ---------------------- | ------- | ----- |
| 1    | Henrik Stephansen     | Dánsko                 | 7:29.76 | Q     |
| 2    | Patrick Loliger Salas | Mexiko                 | 7:29.82 | Q     |
| 3    | Michał Słoma          | Polsko                 | 7:39.00 | Q     |
| 4    | Nour El-Din Hassanein | Egypt                  | 7:44.53 |       |
| 5    | Anderson Nocetti      | Brazílie               | 7:54.18 |       |
| 6    | Kenneth Jurkowski     | Spojené státy americké | 7:56.51 |       |

#### Semifinále A/B (1. až 12. místo)
První tři z každého semifinále postoupili do finále A, ostatní do finále B.

##### Semifinále 1
| Poř. | Veslař              | Země        | Čas     | Pozn. |
| ---- | ------------------- | ----------- | ------- | ----- |
| 1    | Mahe Drysdale       | Nový Zéland | 7:18.11 | Q     |
| 2    | Lassi Karonen       | Švédsko     | 7:19.77 | Q     |
| 3    | Marcel Hacker       | Německo     | 7:22.07 | Q     |
| 4    | Ángel Fournier      | Kuba        | 7:30.19 |       |
| 5    | Mindaugas Griskonis | Litva       | 7:31.72 |       |
| 6    | Olaf Tufte          | Norsko      | 7:35.31 |       |

##### Semifinále 2
| Poř. | Veslař                 | Země           | Čas     | Pozn. |
| ---- | ---------------------- | -------------- | ------- | ----- |
| 1    | Ondřej Synek           | Česko          | 7:16.58 | Q     |
| 2    | Alan Campbell          | Velká Británie | 7:18.92 | Q     |
| 3    | Aleksandar Aleksandrov | Ázerbájdžán    | 7:20.80 | Q     |
| 4    | Santiago Fernández     | Argentina      | 7:29.68 |       |
| 5    | Čang Liang             | Čína           | 7:31.52 |       |
| 6    | Tim Maeyens            | Belgie         | 7:39.78 |       |

### Finále

#### Finále F (31. až 33. místo)
| Poř. | Veslař               | Země    | Čas     | Pozn. |
| ---- | -------------------- | ------- | ------- | ----- |
| 1    | Aymen Mejri          | Tunisko | 7:33,62 |       |
| 2    | Paul Etia Ndoumbe    | Kamerun | 7:46,23 |       |
| 3    | Hamadou Djibo Issaka | Niger   | 8:53,88 |       |

#### Finále E (25. až 30. místo)
| Poř. | Veslař                 | Země       | Čas     | Pozn. |
| ---- | ---------------------- | ---------- | ------- | ----- |
| 1    | So Sau Wah             | Hongkong   | 7:29,35 |       |
| 2    | Wang Ming-Hui          | Tchaj-wan  | 7:33,28 |       |
| 3    | Víctor Aspillaga       | Peru       | 7:35,88 |       |
| 4    | Vladislav Jakovlev     | Kazachstán | 7:36,14 |       |
| 5    | Roberto López          | Salvador   | 7:41,32 |       |
| 6    | James Fraser Mackenzie | Zimbabwe   | 7:46,49 |       |

#### Finále D (19. až 24. místo)
| Poř. | Veslař                | Země                   | Čas     | Pozn.       |
| ---- | --------------------- | ---------------------- | ------- | ----------- |
| 1    | Anderson Nocetti      | Brazílie               | 7:25,03 |             |
| 2    | Nour El-Din Hassanein | Egypt                  | 7:27,19 |             |
| 3    | Kim Dong-Yong         | Jižní Korea            | 7:27,94 |             |
| 4    | Mohsen Shadi          | Írán                   | 7:31,42 |             |
| 5    | Óscar Vásquez         | Chile                  | 7:36,79 |             |
| –    | Kenneth Jurkowski     | Spojené státy americké |         | nestartoval |

#### Finále C (13. až 18. místo)
| Poř. | Veslař                | Země       | Čas     | Pozn. |
| ---- | --------------------- | ---------- | ------- | ----- |
| 1    | Henrik Stephansen     | Dánsko     | 7:19,62 |       |
| 2    | Patrick Loliger Salas | Mexiko     | 7:20,10 |       |
| 3    | Mario Vekic           | Chorvatsko | 7:27,60 |       |
| 4    | Sawarn Singh          | Indie      | 7:29,66 |       |
| 5    | Michał Słoma          | Polsko     | 7:34,98 |       |
| 6    | Mathias Raymond       | Monako     | 7:36,35 |       |

#### Finále B (7. až 12. místo)
| Poř. | Veslař              | Země      | Čas     | Pozn. |
| ---- | ------------------- | --------- | ------- | ----- |
| 1    | Ángel Fournier      | Kuba      | 7:11,17 |       |
| 2    | Mindaugas Griskonis | Litva     | 7:15,32 |       |
| 3    | Olaf Tufte          | Norsko    | 7:18,15 |       |
| 4    | Santiago Fernández  | Argentina | 7:20,40 |       |
| 5    | Zhang Liang         | Čína      | 7:25,64 |       |
| 6    | Tim Maeyens         | Belgie    | 7:27,51 |       |

#### Finále A (1. až 6. místo)
| Poř.             | Veslař                 | Země           | Čas     | Pozn. |
| ---------------- | ---------------------- | -------------- | ------- | ----- |
| Zlatá medaile    | Mahé Drysdale          | Nový Zéland    | 6:57,82 |       |
| Stříbrná medaile | Ondřej Synek           | Česko          | 6:59,37 |       |
| Bronzová medaile | Alan Campbell          | Velká Británie | 7:03,28 |       |
| 4                | Lassi Karonen          | Švédsko        | 7:04,04 |       |
| 5                | Aleksandar Aleksandrov | Ázerbájdžán    | 7:09,42 |       |
| 6                | Marcel Hacker          | Německo        | 7:10,21 |       |